# カール・ブルーンス

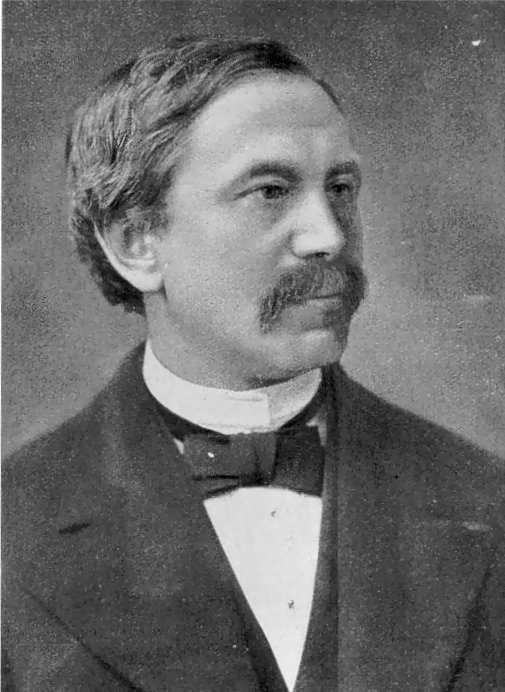
カール・ブルーンス

カール・ブルーンス（Karl Christian Bruhns、1830年11月22日 - 1881年7月25日）は、ドイツの天文学者。

## 生涯
ブルーンスはw:Plon (w:Holstein)に生まれた。1852年からベルリン天文台でヨハン・フランツ・エンケの助手になった。1856年に小天体の研究で博士号を得た。1860年からライプツィヒ天文台の所長を務めた。彗星C/1853 R1、C/1855 V1、C/1858 K1、C/1862 X1、C/1864 Y1を発見し、その軌道計算の分野で業績をあげた。1872年11月の流星雨の原因がビエラ彗星であることを示した。ヨハン・バイヤー(de:Johann Jacob Baeyer:1794-1885)が ヨーロッパの子午線弧長の測量を行った時、ザクソンでの、天文学、測地学の仕事に移り、長くプロイセン測地研究所の会長を務めた。気象学の分野ではザクセン州の気象観測網の確立に貢献した。ライプツィヒで没した。

## 著書
- Die astronomische Strahlenbrechung  in ihrer historischen Entwicklung. Leipzig 1861
- Geschichte und Beschreibung der Leipziger Sternwarte. Leipzig 1861
- Atlas der Astronomie. Leipzig 1872
- Biographie Enckes. Leipzig 1869